# Roswell B. Mason

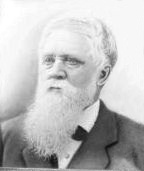
Roswell B. Mason

Roswell B. Mason (* 19. September 1805 in New Hartford, Oneida County, New York; † 1. Januar 1892 in Chicago, Illinois) war ein US-amerikanischer Politiker. Zwischen 1869 und 1871 war er Bürgermeister der Stadt Chicago.

## Werdegang
Über die Jugend und Schulausbildung von Roswell Mason ist nichts überliefert. Später arbeitete er als Bauingenieur für die Eisenbahn. Bei der Illinois Central Railroad bekleidete er dann eine in den Quellen nicht näher bezeichnete höhere Position. Politisch gehörte er der lokalen Citizens Party an. Im Jahr 1869 wurde Mason zum Bürgermeister von Chicago gewählt. Dieses Amt hatte er bis 1871 inne. In diese Zeit fiel das Große Feuer, das im Oktober 1871 Chicago verwüstete. Um der Gefahr von Plünderungen und kriminellen Ausschreitungen entgegenzuwirken, veranlasste der Bürgermeister, dass die Stadt vorübergehend unter Kriegsrecht gestellt und von der United States Army kontrolliert wurde. Nach seiner Zeit als Bürgermeister ist Roswell Mason politisch nicht mehr in Erscheinung getreten. Mit seiner Frau Harriet L. Hopkins hatte er acht Kinder. Er starb am 1. Januar 1892 in Chicago.